# San Pedro Necta
San Pedro Necta é uma cidade da Guatemala do departamento de Huehuetenango.